# L'Idiot !
Pour les articles homonymes, voir Idiot.
Pour plus de détails, voir Fiche technique et Distribution.
L'Idiot ! (en russe : Дурак, translit. Durak) est un film russe, écrit et réalisé par Iouri Bykov, sorti en 2014.
La première internationale de ce film, le troisième du réalisateur, a eu lieu au Festival international du film de Locarno 2014.
Le film utilise la chanson Спокойная ночь (Bonne nuit), de Kino, groupe emblématique de la fin de l'URSS.

## Synopsis
Dima Nikitine (Artiom Bystrov) est un jeune plombier qui doit gérer les canalisations des HLM d’un quartier d’une petite ville de Russie. Un soir, il découvre une énorme fissure qui court le long des façades de l'immeuble. Selon ses calculs, le bâtiment est sur le point de s'effondrer et d’ensevelir les 820 locataires qui y vivent.

## Fiche technique
- Titre original : Дурак, Durak
- Titre français : L'Idiot !
- Réalisation et scénario : Iouri Bykov
- Décors : Stanislav Novak
- Costumes : Olga Pogodina
- Photographie : Kirill Klepalov
- Montage : Youri Bykov
- Musique : Youri Bykov
- Pays d'origine : Russie
- Format : Couleurs - 35 mm - 2,35:1 - Dolby Digital
- Genre : drame, thriller
- Durée : 116 minutes
- Société de distribution : Condor Entertainment (France)
- Dates de sortie :
  -  Suisse : 9 août 2014 (Festival international du film de Locarno 2014)
  -  Russie : 11 décembre 2014
  -  France : 18 novembre 2015

## Distribution
- Artiom Bystrov : Dmitri "Dima" Nikitine
- Natalia Sourkova (ru) : Nina Galaganova, maire d'une ville de province
- Youri Tsourilo : Bogatchiov, adjoint au maire
- Boris Nevzorov : Fedotov, responsable du génie urbain
- Alexandre Korchounov (ru) : père de Dmitri Nikitine
- Kirill Poloukhine (ru) : Matuguine, chef de service sécurité incendie
- Daria Moroz : Macha, femme de Nikitine
- Sergueï Artsibachev (ru) : Tulski, chef de service santé
- Piotr Barantcheïev : Emelyanov, assistant du maire
- Olga Samochina : mère de Dmitri
- Nikolaï Boutenine : enquêteur
- Gordeï Kobzev : fils de Dmitri
- Irina Nizina (ru) : Tchernenko, employée de la mairie
- Dmitri Koulitchkov (ru) : ivrogne
- Elena Panova : femme d'ivrogne
- Lioubov Roudenko (ru) : Razoumenko, expert comptable
- Timour Kourbangaleïev : vigile du club
- Roman Maïorov : policier
- Maxime Pinsker : Sayapine, chef d'unité de police
- Nikolaï Bendera
- Ivan Bred
- Ilia Issaïev
- Nina Antioukhova

## Réception
Le film est bien accueilli par la presse française. La Croix souligne le talent et la justesse des acteurs, la sophistication et la maîtrise de la mise en scène et du montage.

## Récompenses et distinctions
- Prix du meilleur acteur au Festival international du film de Locarno 2014
- Premier prix du jeune jury au Festival international du film de Locarno 2014
- Prix du jury œcuménique au Festival international du film de Locarno 2014
- Premier prix Flèche de cristal au Festival de cinéma européen des Arcs
- Prix de la meilleure photographie au Festival du cinéma européen des Arcs
- Prix du jeune jury au Festival du cinéma européen des Arcs
- Prix du jury au Festival international du film de Belgrade
- Mention spéciale au Festival du film de L'Aquila
- Prix de la critique du meilleur scénario au Festival international du film de Dublin